# Tênis na Universíada de Verão de 1967
Tênis na Universíada de Verão de 1967.

## Quadro de medalhas
| Ordem | País              | Medalha de ouro | Medalha de prata | Medalha de bronze |   |
| ----- | ----------------- | --------------- | ---------------- | ----------------- | - |
| 1     | JPN Japão         | 1               | 2                | 3                 | 5 |
| 2     | NED Países Baixos | 1               | 1                |                   | 2 |
| 3     | GBR Grã-Bretanha  | 1               |                  | 1                 | 2 |
| 4     | AUS Austrália     | 1               |                  |                   | 1 |
| 5     | ESP Espanha       | 1               |                  |                   | 1 |
| 6     | ITA Itália        |                 | 2                | 1                 | 3 |